# قمری شکم‌صورتی
قمری شکم‌صورتی (نام علمی: Streptopelia hypopyrrha) نام یک گونه از سرده قمری‌ها است.